# Nhà Tulun
Nhà Tulun (banū tūlūn min al-abbāsyyīn بنو طولون من قبل العباسيين) là triều đại độc lập đầu tiên ở Ai Cập từ khi Ai Cập bị người Ả Rập chiếm. Họ cai trị từ năm 868 đến năm 905. Một số học giả chỉ coi họ là một triều đại bán độc lập trong thời kỳ Ai Cập thuộc Ả Rập.
Vào thế kỷ 9, chính quyền trung ương nhà Abbas ở Baghdad bị sự tranh chấp phe đảng trong triều làm suy yếu, nên các quan tổng đốc dần dần biến thành các vua địa phương. Năm 868, ông Ahmad ibn Tulun ("Ahmad con trai của Tulun"), người tộc Thổ Nhĩ Kỳ, từ Bagdad bổ nhiệm đến làm tổng đốc Ai Cập. Năm 869, những người nô lệ da đen, gọi là người Zandj, làm việc trong các đồn điền vùng đầm lầy miền nam Iraq, nổi dậy ly khai. Chính quyền nhà Abbas phải dồn lực lượng đánh dẹp đến năm 883. Ahmad ibn Tulun nhân dịp, dần dần hành động như là vua một cõi. Có lẽ kể từ năm 872, ông không chuyển tiền thuế thu được về Bagdad nữa, mà lấy tiền này phát triển hệ thống dẫn thủy nhập điền và thiết lập một hạm đội. Điều này làm cho nền kinh tế và thương nghiệp trong lãnh thổ phát triển một cách quyết định. Năm 877, thấy nhà Abbas lại bị nhà Saffar và loạn Kharmate làm khốn đốn, ông bèn cất quân đánh đất Palestine và đất Syria, và chiếm được các vùng này năm 878.
Những người nối nghiệp Ahmad ibn Tulun không có khả năng bằng ông. Dưới thời con trai ông là Khumarawaih (884-895) những công trình quá tốn kém cộng với nếp sống xa xỉ của triều đình làm cho tài chính trong nước kiệt quệ. Sau khi êmia Khumarawaih bị giết, những âm mưu ở chốn cung cấm làm cho chính quyền suy nhược rất nhanh. Trong 10 năm, ngôi lãnh tụ lần lượt sang tay 3 người anh/em trai của ông. Nhà Abbas phục hưng lại được chút ít, đã chiếm lại được Ai Cập năm 905.
Các vị êmia nhà Tulun gồm có:

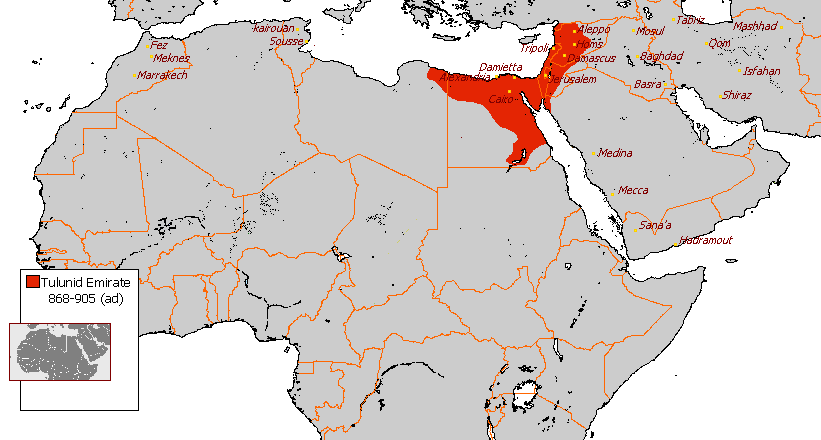
Đế quốc nhà Tulun lúc rộng lớn nhất

- Ahmad ibn Tulun (868-884) (ahmad ben tūlūn أحمد بن طولون)
- Khumarawaih (884-896) (abū al-jayš khumārawayh ben ahmad أبو الجيش خمارويه بن أحمد)
- Abu al-Asakir (896) (abū al-asākir jayš ben khumārawayh ben ahmad ben tūlūn أبو العساكر جيش بن خمارويه بن أحمد بن طولون)
- Harun (896-904) (hārūn ben khumārawayh ben ahmad هارون بن خمارويه بن أحمد)
- Shayban (904-905) (abū al-manāqib šaybān ahmad ben tūlūn أبو المناقب شيبان أحمد بن طولون)